# Convergence numérique
 (mai 2012).
Si vous disposez d'ouvrages ou d'articles de référence ou si vous connaissez des sites web de qualité traitant du thème abordé ici, merci de compléter l'article en donnant les références utiles à sa vérifiabilité et en les liant à la section « Notes et références ».
Le concept de convergence numérique repose sur la numérisation des informations relatives à différentes catégories de service (en particulier : téléphonie, informatique, audiovisuel), ce qui permet ensuite de traiter ces informations relatives avec des systèmes communs et de les transmettre sur des réseaux communs.
Historiquement chaque technologie avait ses propres canaux et ses propres appareils :
- le téléphone par les câbles composées de fils de cuivre, interconnectés par des centraux téléphoniques d'abord manuels puis électromécaniques avant de devenir électroniques ;
- la télévision par les antennes « râteau » dont les émissions étaient diffusées par de puissants émetteurs nationaux avant qu'ils ne soient convertis à la TNT ;
- la musique par le « disque microsillon », initialement gravés mécaniquement de manière analogique sur des disques microsillon puis des cassettes audio avant d’être gravé numériquement sur des CDs ;
- les images par la photographie argentique sur papier avant de passer à des appareils photos numériques ;
- la vidéo sur des cassettes VHS, entre autres, avant de passer au DVD.

Avec la numérisation, tous ces contenus peuvent être diffusés sur un même canal physique (Internet ou satellite) ou sur tous les réseaux qui respectent le protocole IP.

## Définition
Il n'y a pas de définition officielle de « convergence numérique » en raison de la diversité des points de vue sur ce concept, de la variété des champs d'applications de ce terme.

## Concept de convergence numérique
Le concept de convergence numérique s'applique aux différents niveaux suivants :
- convergence des réseaux : convergence des réseaux de télécommunications téléphoniques, des réseaux de transmission de données entre terminaux informatiques, réseaux de diffusion des services audiovisuels (radio télévision, etc.) ;
- convergence des services : services téléphoniques, services informatiques, services multimédias ;
- convergence des applications et des offres commerciales : les applications de communications intégrées les réseaux sociaux sont souvent multifonctions, les opérateurs de télécommunications offrent des bouquets de service (par exemple, le triple play) ;
- convergence des terminaux : un ordinateur personnel sert de terminal téléphonique ou de récepteur radio ou de télévision, un terminal téléphonique mobile est aussi un appareil de photo, un caméscope, un agenda électronique ou un lecteur de multimédias (musique, photos, films, documents[3].

## Histoire de la convergence

### De l'analogique au numérique
Les débuts de la communication ont été analogique d'abord par la voix humaine, puis par le courrier postal et la photographie argentique. L'arrivée de l’électronique et plus particulièrement de la numérisation a ouvert de nouvelles voies totalement inutilisées jusqu'alors.
- Pour le son on a découvert que transmettre des fragments d’information (des échantillons) étaient suffisant pour la compréhension, la MIC l'a mis en évidence.
- Pour le courrier la première numérisation a été la page (d'un livre, d'un courrier, etc), puis la phrase, puis le mot et ensuite le caractère. L’électronique n'a apporté que le dernier élément qui permet de transmet chaque caractères comme une suite d’éléments binaires (les « bits »).
- Pour l'image Nicéphore Niépce a apporté la première technique, intermédiaire entre l'analogique (la peinture et l'artiste peintre) et le numérique en comprenant que les particules d'argent était modifiées par la lumière. L'arrivée de l’électronique a permis que ces particules métalliques deviennent des particules électroniques avec les capteur photographique.

L’électronique est le point commun de ces premières convergences.

### Convergence des supports d'information
La convergence numérique a commencé par l'utilisation d'un même support pour différents médias. Le CD audio a été adopté pour les données informatiques, puis les images, la vidéo, etc. Du CD on est passé au DVD qui a rempli les fonctions d'enregistrement de vidéos avec des fonctionnalités d’accès direct que ne possédaient pas les cassettes VHS mais déjà les CD audio. Ces DVD ont été utilisés pour les données informatiques et tout autre type de données

### Convergence des canaux de transmissions
Historiquement la radio utilisait des fréquences de quelques kHz et la télévision de quelques MHz. Le téléphone des câbles en cuivre mais de plus en plus des fibres optiques pour les longues distances. La mise en œuvre d’internet a laissé envisager la possibilité de passer une grande partie des données (radio, télévision, internet, etc.) dans le même tuyau.

### Convergence des récepteurs
Historiquement chaque appareil possédait une seule fonction :
- un poste de radio permettait d’écouter les émissions radiophoniques ;
- un lecteur de disque vinyle ne lisait que des disques 45 tours, puis 33 tours ;
- la télévision permettait de visualiser des émissions transmisses par des ondes radios, d'abord en VHF puis en UHF ;
- un téléphone ne permettait que de téléphoner.

De plus en plus, ces fonctionnalités se combinent :
- la TV permet aussi d’écouter la radio mais aussi de naviguer sur internet ;
- un ordinateur permet d’écouter la radio, de voir la TV et de naviguer sur le web ;
- un téléphone portable permet de contacter ses correspondants mais un smartphone permet aussi de naviguer sur internet et d’écouter la radio, entre autres;
- Un dock intelligent qui permet de gérer indifféremment ses appels mobiles ou fixes VOIP[4].

## L’évolution actuelle
La convergence numérique est le recoupement et le regroupement de services ou d'outils numériques anciennement indépendants. Elle se traduit par un développement d'appareils multifonctions, par davantage de relations et d'échanges entre chacun d'eux pour passer d'éléments spécialisés et différents à un ensemble homogène numérique. La convergence suit la conversion des appareils au numérique grâce à des composants provenant de l'informatique. La maturation technologique de ces composants partagés ouvre ensuite la voie aux recoupements et à l'hybridation des outils et des échanges numériques.
- L’information est l’ensemble des objets physiques d’autrefois (photos, disques, documents imprimés sur papier, cassettes vidéo), que la numérisation « dématérialise », transforme en simple « information », c'est-à-dire en série d’octets.
- Le support est la combinaison de la mémoire, de masse ou volatile, disque dur ou mémoire flash, autrement dit de tout ce qui contient un nombre de plus en plus important d’octets, et du protocole nécessaire à l’interprétation du sens de cette série d’octets (un programme).
- Le transport est le passage de cette information d’un point à un autre dans le but d’être « consommée » : lue, écoutée, visualisée, copiée, par n’importe quel réseau, local ou étendu, privé ou public, sur un support physique ou via une forme d'émission radio.

La convergence numérique se traduit concrètement par la fusion d'appareils jusque-là très différents comme le téléphone avec la télévision ou l'ordinateur avec la chaîne hi-fi. Cela grâce à la numérisation des contenus et des communications.

## Domaines techniques de convergences
Les technologies support de la convergence ont été extraites de différents secteurs progressivement. La base commune technologique de convergence a été le support de stockage vidéo numérique sous forme d'octets appuyée sur un traitement logique tiré de l'informatique. La réalisation d'interfaces autour de ce pivot a permis d'intégrer d'autres fonctionnalités indépendantes de l'informatique ; le multimédia s'est alors développé, ajoutant à l'interactivité le son et la vidéo. Si les techniques ont convergé vers davantage de fonctionnalités à l'ordinateur, elles ont également profité aux autres appareils et services numériques.

## Domaines fonctionnels de convergences
Ce processus se manifeste donc par une perméabilité des parois, voire une disparition des parois étanches qui existaient entre des techniques ou des disciplines, des secteurs d’activité autrefois étrangers les uns aux autres.
La manifestation la plus ancienne de ce phénomène de convergence, non dénommée à ce moment-là, est celle du transfert de stockage d’information sur papier (information écrite manuellement ou dactylographiée) vers un stockage sur support numérique informatisé. Dans ce cas, la convergence numérique se confond avec un des phénomènes à la base de l’informatique.
Un exemple marquant plus récent est celui de la disparition de la paroi existant entre le réseau informatique (familièrement appelé le monde IP) et le réseau de la voix (téléphonie filaire ou radio GSM). Dans ce domaine, la « Voix sur IP » ou VoIP, met en œuvre des protocoles (principalement le Protocole Internet, l’IP, comme le nom l’indique) permettant le transport de la voix numérisée sur tous types de réseaux informatiques, alors que ce transport était l’apanage des opérateurs téléphoniques sur des réseaux privés.
Cette disparition de paroi est la conséquence parfois d’une stratégie industrielle délibérée, par exemple dans le cas du passage de la cassette vidéo au format propriétaire pour l’enregistrement des films au format banalisé du CD-Rom/DVD-Rom/Fichier AVI ou équivalent. Ce phénomène a été largement initié par les teneurs du marché (Sony, Philips), désireux de vendre des lecteurs de CD-Rom après avoir vendu des magnétoscopes.
Dans d’autres cas, les acteurs industriels en place ont freiné le mouvement autant que faire se peut, comme dans le cas de la photographie numérique, parce que les profits du marché reposaient plus sur les consommables (les pellicules argentiques) que sur les matériels vendus comme les boîtiers d’appareils photos. Aujourd’hui, alors que le mouvement fait ressentir la pleine puissance de ses impacts, les acteurs historiques comme Kodak sont en grande difficulté, tandis que d’autres ont carrément fait faillite (Fuji, principalement actif dans les tirages papier de photographies argentiques). Et pour une part les opérateurs téléphoniques se retrouvent à véhiculer de l’image photographique, captée au moyen de téléphones portables, hybrides d’appareils photos. De plus, en 2007, on assiste à la convergence des réseaux fixes et mobiles, permis par l'avènement du numérique ; en effet, on peut désormais utiliser un téléphone portable Wi-Fi connecté à un point d'accès Wi-Fi pour y effectuer ses appels au tarif internet, souvent gratuit.

## Conséquences économiques
Avant la convergence numérique, la captation, l’enregistrement, le transport et la restitution de ce signal se faisaient selon un processus généralement protégé par des brevets industriels, faisant appel à des matériels dédiés industriellement protégés, un savoir-faire protégé, ou nécessitant des consommables eux-mêmes protégés. La convergence a renforcé la nécessité d'ouverture des standards pour permettre le rapprochement d'outils différents. En phase de croissance du numérique, cela a permis le développement de concurrence et un dynamisme important de l'économie des secteurs concernés.
Chacun de ces domaines devient nécessairement candidat à la convergence numérique quand l’enregistrement dudit « signal », à la base de cette industrie parfois séculaire, change de processus, passant d’un processus ancien « établi » (le papier, la pellicule, la cassette…) à un processus nouveau, qui s’avère être, dans son écrasante majorité, un processus digital, communément appelé processus de numérisation. En général, ce processus nouveau n’impacte que marginalement la phase amont de captation du signal : il faut toujours un objectif photographique pour capter une photographie, ou un combiné téléphonique (un micro au moins) pour capter une voix. En revanche, l’aval du processus est fondamentalement chamboulé : enregistrement du signal capté, transport, restitution empruntent de nouveaux canaux, beaucoup plus efficaces (en termes économiques).
Et c’est à cela que conduit ce phénomène de convergence numérique : de multiples domaines d’activité humaine autrefois instrumentés par des appareils et des processus spécifiques, se réduisent de plus en plus à la collation d’éléments numérisés, trivialement stockés côte à côte sur le même disque dur, simplement identifiés par leur « extension » (les quelques lettres, généralement trois, derrière le « . » du nom de fichier), qui identifie un format, et manipulés par le logiciel idoine, lui-même stocké sur ce même disque dur, qui sait interpréter le format en question.
Mais si la convergence numérique se réduisait à un simple changement de processus industriel dans quelques domaines, les conséquences en seraient probablement mineures. En tout état de cause, l’industrie humaine a déjà vécu à de multiples reprises des changements de processus de plus grande ampleur.
Mais pourtant tel n’est pas le cas, et c’est à un bouleversement économique que nous commençons d’assister, dont les conséquences n’ont pas fini d’ébranler les structures industrielles des pays économiquement matures : en fait, la puissance du phénomène de convergence numérique réside dans le changement de paradigme technique qu’elle induit, de par sa nature numérique.

## Réglementation
La convergence numérique a provoqué une restructuration du marché des télécommunications avec une remise en cause des opérateurs historiques de télécommunications qui ont subi une diminution progressive des revenus des communications téléphoniques traditionnelles et qui ont dû se reconvertir en fournisseurs de services convergents. La réglementation du marché de ces services numériques convergents a fait l'objet de modalités très différentes selon les pays.
L'Union internationale des télécommunications organise des conférences et publie régulièrement des rapports sur cette question.

## Usages
La convergence numérique a profité à l'usager :
- par une réduction des coûts des produits grâce à des économies d'échelles des services et composants servants à davantage de domaines ;
- par un développement des services et de leur utilité une fois convergé.

### Un cas concret: les photographies de vacances
Un exemple de cette augmentation d’utilité peut être pris dans le domaine des photos de vacances. Avant la convergence numérique, faire des photos de vacances était une opération lourde :
1. En matériel requis : appareil photo en état de marche, piles neuves, pellicules du bon type, bien conservées…
2. En préparation : développement, récupération des photos, tri, documentation, albums…
3. En exploitation : voir la pénibilité des séances photos de retour de vacances (projecteur et écran requis pour les diapositives, logistique des invitations…)

Après la convergence numérique, une photo de vacances c’est un déclic sur un téléphone hybride doté d’un appareil photo, un envoi sur un site de conservation des épreuves, ou en local sur mon ordinateur portable, la mise en ligne des photos sur mon blog. Le coût de cette opération est faible (au plus le coût du transfert de la photo via mon opérateur téléphonique), voire nul si j’ai emporté mon ordinateur portable en vacances, et que le transfert se fait via un protocole type Bluetooth, ou un lecteur de carte mémoire.

### Les coûts
La convergence numérique s’accompagne d’une transformation tarifaire des services regroupés. Ces coûts évoluent vers des coûts fixes, et non plus des coûts variables : on passe d’une logique de « consommables » à une logique de « forfaits de consommation ».
Un effet de cette nouvelle structure de coût est une sous-utilisation des capacités à disposition, comme la vitesse du processeur, de la quantité de mémoire ou de la bande passante internet.
Que l’on ne s’y trompe pas : c’est un phénomène totalement nouveau que d’acheter un objet informatique, et que celui-ci soit 10 ou 100 fois surdimensionné pour l’usage qu'on compte en faire. Quand un tourneur achète un tour, ou une autre machine-outil, celle-ci ne fait certainement pas tout ce dont il a besoin, et très certainement très peu de choses dont il n’a pas le besoin ou l’usage.

### Conséquences sur la structure du marché
Une autre conséquence de ces surcapacités est la disparition des segments de marchés différentiés traditionnels entre marché industriel, marché professionnel et marché privé. Cela rend la tâche des services marketing très complexe (ou terriblement simple, c’est selon) : le même produit va pour tout le monde, it fits them all comme disent les Américains.
Aujourd’hui une entreprise de 10 personnes utilise exactement les mêmes ressources informatiques qu’un particulier un peu averti : on connaît des sites web privés beaucoup plus élaborés que certains sites informatifs d’entreprise, une entreprise peut aisément héberger ses propres serveurs (web et courriel principalement), créer son VPN avec le même système d’exploitation que Monsieur Tout Le Monde (issu du monde libre ou de Microsoft). Elle utilisera pour ce faire un ou plusieurs ordinateurs qu’elle peut acheter dans la grande distribution, et relier ces informations au monde extérieur via la même connexion ADSL que monsieur tout le monde.